# Klaas Hendrikse
Klaas Hendrikse (* 1. September 1947 in Groot-Ammers; † 26. Juni 2018 in Middelburg) war ein niederländischer Prediger der Protestantischen Kirche in den Niederlanden. Für Bekanntheit sorgte er als der „atheistische Pfarrer“ („atheïstische dominee“).

## Leben
Hendrikse studierte an der Wirtschaftsuniversität Nyenrode (1968–1970) und der Michigan State University (1971–1972). In den Jahren 1972 bis 1983 arbeitete er für Xerox. Er interessierte sich für Religion, sodass er von 1977 bis 1983 an der Rijksuniversiteit Utrecht Theologie studierte und Prediger wurde. Im Jahr 2006 sorgte er in den niederländischen Medien mit seinem Bekenntnis für Aufmerksamkeit, dass er an keinen personalisierten Gott glaube. Im Jahr 2007 erschien ein Buch, in dem er seine Ansicht darlegte.

## Werk (Auswahl)
- Geloven in een God die niet bestaat. Manifest van een atheïstische dominee (Glauben an einen Gott, den es nicht gibt. Manifest eines atheistischen Pfarrers, 2007), ISBN 978-90-468-0308-0; deutsche Übersetzung: Glauben an einen Gott, den es nicht gibt. Manifest eines atheistischen Pfarrers ISBN 978-3-290-17663-1
- God bestaat niet en Jezus is zijn zoon (Es gibt keinen Gott, und Jesus ist sein Sohn, 2011), ISBN 978-90-468-1134-4